# Angèle Dubeau
Angèle Dubeau est une violoniste canadienne née le 24 mars 1962 à Saint-Norbert (Lanaudière, Québec). De formation classique, elle consacre une grande partie de sa carrière à rendre la musique classique accessible à un large public, mais joue aussi fréquemment des œuvres de compositeurs contemporains.

## Formation
Angèle Dubeau commence le violon à l'âge de 4 ans. Elle a appris le violon d'abord auprès du père Rolland Brunelle au Camp musical de Joliette, chez Les Petits Violons de Jean Cousineau, puis a étudié au Conservatoire de musique de Montréal avec Raymond Dessaints. Elle y a obtenu un premier prix à l'âge de quinze ans. Elle a par la suite étudié au Juilliard School de New York puis à Bucarest auprès de Ştefan Gheorghiu de 1981 à 1984.

## Carrière
Angèle Dubeau participe aux tournées des Jeunesses musicales du Canada de 1977 à 1981 puis entame une carrière internationale. En 1985 elle enregistre un premier disque sur l'étiquette Radio-Canada International. Elle est une des premières à enregistrer sur l'étiquette Analekta en 1988. Depuis ce temps, elle enregistre en moyenne deux albums par année, et est régulièrement récompensée dans la catégorie des albums classiques aux prix Félix.
De 1994 à 1997, elle anime à la télévision de Radio-Canada l'émission hebdomadaire Faites vos gammes, dans laquelle elle présente des jeunes musiciens québécois. Depuis 1995 elle est directrice artistique de la Fête de la Musique de Tremblant,.
Elle siège au conseil d'administration du Conservatoire de musique et d'art dramatique du Québec.
En octobre 2024, elle annonce qu'elle ne pourra plus jouer du violon à la suite d'une blessure à l'index de la main droite.

## Vie privée
Angèle Dubeau est mariée à Mario Labbé, fondateur de la maison de disques Analekta. En février 2013, elle doit interrompre ses concerts pour combattre un cancer. Elle remonte sur scène le 1er septembre 2013 et annonce qu'elle est en rémission.

## La Pietà
En mars 1997, Angèle Dubeau fonde l'ensemble de cordes et piano La Pietà, composé de 12 femmes, et avec lequel elle enregistre de nombreux disques et effectue plusieurs tournées.

## Instrument
Le violon avec lequel Angèle Dubeau joue depuis 1977, le Des Rosiers, a été fabriqué en 1733 par Stradivarius et avait été prêté à Arthur Leblanc,. Ce violon a été classé comme patrimoine culturel national par l'ancien premier ministre René Lévesque en 1978.

## Discographie
Principales sources consultées pour la discographie: Angèle Dubeau sur l'Encyclopédie canadienne, Discographie d'Angèle Dubeau sur Québec Info Musique, catalogue d'Analekta, AllMusic.com
- 1985: Fauré, Contant, Champagne; avec Dale Bartlett, piano; Radio-Canada International 612 (33 tours)
- 1988: Sonates françaises pour violon et piano - French Sonatas for Violin and Piano: Fauré, Leclair, Debussy; avec Andrew Tunis, piano; Analekta AN-8701 et Analekta fleurs de lys FL 2 3021[12]
- 1989: Prokofiev, Tchaïkovsky, Kabalevsky : Orchestre symphonique de Kiev, Igor Blajkov; Analekta AN-8702[13]
  - Prix Félix 1990, Microsillon de l'année - Classique[14]
- 1990: Adoration : Felix Borowski, Gounod, Bach et autres; Petits chanteurs du Mont-Royal, Gilbert Patenaude (dir), Rachel Laurin (orgue); Analekta AN-8704[15]
- 1990: Schubert 3 Sonates pour violon et piano : Anton Kuerti (piano); Analekta AN-8703[16]
- 1991: Sibelius, Glazunov - Concertos pour violon : Orchestre symphonique de la radio bulgare, Ivan Marinov; Analekta fleurs de lys FL 2 3045
  - Prix Félix 1993, Album de l'année - Classique / Orchestre et Ensemble[17]
- 1993: Œuvres d'Alexander Brott : Orchestre de chambre McGill; Analekta ANC 2 9801
- 1993: Telemann - Douze fantaisies pour violon sans basse; Analekta AN 2 8708
  - Prix Félix 1993, Album de l'année - Classique / Soliste et Musique de chambre[18]
- 1994: La ronde des berceuses — On Wings of Songs : Felix Mendelssohn, Gershwin, Gluck, Kreisler, Elgar, Massenet, Foster, Dompierre, Brahms, Paradis; Ensemble Amati, Raymond Dessaints; Analekta AN 2 8711[19]
  - Prix Félix 1995, Album de l'année - Classique / Orchestre et Ensemble[20]
- 1994: Martinů - Promenades, cinq stanzas, marigaux et autres sonates pour trio : Marc-André Hamelin (piano, clavecin), Alain Marion (flûte); Analekta fleurs de lys FL 2 3031
- 1995: Paganini, De Falla, Piazzolla - Œuvres pour violon et guitare ; avec Álvaro Pierri, guitare; Analekta fleurs de lys FL 2 3034
- 1995: Opus Québec : Hétu, Champagne, Prévost, Mathieu, Papineau-Couture, Dompierre, Laurin; Louise-Andrée Baril (piano); Analekta ANC 2 8710[21]
- 1996: Telemann - Sonates pour deux violons; Analekta fleurs de lys FL 2 3085
- 1997: Mozart - Opéra pour deux - Transcriptions de la fin du XVIIIe siècle : Alain Marion (flûte); Analekta fleurs de lys FL 2 3076
  - Prix Félix 1997, Album de l'année - Classique / Soliste et petit ensemble[22]
- 1997: Concertos pour violon : Mendelssohn; Orchestre Métropolitain du Grand Montréal, Joseph Rescigno; Analekta fleurs de lys FL 2 3098
- 1998: Berceuses et jeux interdits; Analekta AN 2 8717 (avec La Pietà)
  - Prix Félix 1999, Album de l'année - Classique / Soliste et petit ensemble[23]
- 1998: Vivaldi Per Archi - Concertos pour cordes; Analekta fleurs de lys FL 2 3128 (avec La Pietà)
- 1999: Let's Dance; Analekta fleurs de lys FL 2 3125 (avec La Pietà)
  - Prix Félix 2000, Album de l'année - Classique / Soliste et petit ensemble[24]
- 2000: Violons d'enfer - Infernal Violins; Analekta AN 2 8718 (avec La Pietà)
- 2002: Il était une fois : Vivaldi, Respighi, Williams (arrangements de Dompierre); Myers (arr. de Dompierre); Bartok, Dompierre, Morricone, Saint-Saëns, Chostakovitch, Monti; Analekta AN 2 8719 (avec La Pietà)
- 2002: Violons du Monde / Violins of the World; Analekta AN 2 8721 (avec La Pietà)
- 2002: Les Violons du monde, édition spéciale limitée; Analekta MRK 8722[25] (avec La Pietà)
- 2004: Passion : Bizet, Bloch, Chopin, de Falla, Sarasate, Enesco, Foster, Gershwin; Analekta AN 2 8724 (avec La Pietà)
- 2007: Angèle Dubeau Solo : Locatelli, Alan Ridout, Piazzolla, Brubeck, Glick, Campagnoli, Enesco; Analekta AN 2 8741-2
  - Prix Félix 2007, Album de l'année - Classique / Soliste et petit ensemble[26]
- 2007: Variations sur le thème de « Happy Birthday » (Carte d'anniversaire + CD) : Peter Heidrich, Mildred J. Hill; Analekta AN 6 1000
- 2007: Un conte de fée - Fairy Tale; Analekta AN 2 8725 (avec La Pietà)
  - Prix Félix 2008, Album de l'année - Classique / Soliste et petit ensemble[27]
- 2008: Philip Glass - Portrait; Analekta AN 2 8727 (avec La Pietà)
  - Prix Félix 2009, Album de l'année - Classique / Orchestre et grand ensemble[28]
- 2008: Joyeux Noël (CD + carte de souhaits); Analekta AN 6 1003 (avec La Pietà)
- 2008: Gypsies : Brahms, Liszt, Bizet, Bartok, Sarasate, Monti, Enesco; Analekta AN 6 1001
- 2009: Jean Françaix: Gargantua et autres plaisirs - Récitant : Albert Millaire; Analekta AN 2 8728 (avec La Pietà)
- 2009: Virtuose; Analekta AN 2 8729 (avec La Pietà)
- 2010: Arvo Pärt - Portrait; Analekta AN 2 8731 (avec La Pietà)
  - Prix Félix 2010, Album de l'année - Classique / Orchestre et grand ensemble[29]
- 2010: Noël; Analekta AN 2 8730 (avec La Pietà)
- 2011: John Adams - Portrait; Analekta AN 2 8732 (avec La Pietà)
- 2012: Une histoire de l'impressionnisme - Analekta AN 2 7000
- 2012: Silence, on joue! - A Time for Us; Analekta AN 2 8733 (avec La Pietà)
- 2012: Game Music - Musique de jeux vidéo; Analekta AN 2 8734 (avec La Pietà)
- 2014: Blanc; Analekta AN 2 8737 (avec La Pietà)
- 2015: Ludovico Einaudi - Portrait; Analekta AN 2 8738 (avec La Pietà) 
  - Prix Félix 2015, Album de l'année - Classique / Orchestre et grand ensemble
- 2015: Les Grands Airs de Noël, Vol. 2 - Analekta AN 2 9202-3
- 2016: Silence on joue, Prise 2 (avec La Pietà) - Analekta AN 2 8743-4
- 2017: Max Richter - Portrait (avec la Pietà) - Analekta AN 2 8745
- 2018: Ovation (avec La Pietà) - Analekta AN 2 8746
- 2019 : Pulsations (avec La Pietà) - Analekta AN 2 8748
- 2021: Immersion (avec La Pietà) - Analekta AN 2 8749
- 2022: Elle (avec La Pietà) - Analekta AN 2 8754
- 2022: Alex Baranowski - Portrait (avec la Pietà) - Analekta AN 2 8750[30]
- 2023: Signature Philip Glass (avec la Pietà) - Analekta AN 2 8755[30]

## Prix et distinctions
- 1996 - Prix Calixa-Lavallée
- 1996 -  Membre de l'Ordre du Canada[31]
- 2004 -  Chevalier de l'Ordre national du Québec[32]
- 2012 -  Officier de l'Ordre du Canada[31]
- 2018 - Compagne de l'Ordre des arts et des lettres du Québec
- 2019 - Prix Denise-Pelletier, Prix du Québec[33]
- 2022 - Médaille de l’Assemblée nationale [34]

Au fil des ans, elle a reçu les prix suivants :
- Premier prix du Concours de l'Orchestre symphonique de Montréal, 1976
- Premier prix du Concours de musique du Canada, 1976
- Premier prix Concours National de Radio-Canada, 1979
- Prix Sylva Gelber, attribué annuellement au musicien canadien le plus talentueux, 1982
- Lauréate du Concours international Tibor Varga en Suisse, 1983
- Le Prix des Amériques au Concours international Viña del Mar au Chili, 1985
- Soliste de l'année 1987, désignée par la Communauté des radios publiques de langue française
- Microsillon de l'année - Classique (ADISQ, Prix Félix 1990), pour Prokofiev, Tchaïkovsky, Kabalevsky, Angèle Dubeau et l'Orchestre symphonique de Kiev[14]
- Album de l'année - Classique / Orchestre et Ensemble (ADISQ, Prix Félix 1993), pour Sibelius, Glazounov - Concertos pour violon, Angèle Dubeau et l'Orchestre symphonique de la radio bulgare[17]
- Album de l'année - Classique / Soliste et Musique de chambre (ADISQ, Prix Félix 1994), pour Telemann - Douze fantaisies pour violon sans basse, Angèle Dubeau[18]
- Album de l'année - Classique / Orchestre et Ensemble (ADISQ, Prix Félix 1995), pour La Ronde des berceuses, Angèle Dubeau et l'Ensemble Amati[20]
- Album de l'année - Classique / Soliste et petit ensemble (ADISQ, Prix Félix 1997), pour Mozart, Opéra pour deux, Angèle Dubeau et Alain Marion[22]
- Prix du public (Prix Opus du Conseil québécois de la musique, 1999)
- Album de l'année - Classique / Soliste et petit ensemble (ADISQ, Prix Félix 1999), pour Berceuses et jeux interdits, Angèle Dubeau et La Pietà[23]
- Album de l'année - Classique / Soliste et petit ensemble (ADISQ, Prix Félix 2000), pour Let's dance, Angèle Dubeau et la Pietà[24]
- Prix du public, salle Jean-Grimaldi, 2002
- Album de l'année - Classique / Soliste et petit ensemble (ADISQ, Prix Félix 2007), pour Solo, Angèle Dubeau[26]
- Album de l'année - Classique / Soliste et petit ensemble (ADISQ, Prix Félix 2008), pour Un conte de fées, Angèle Dubeau & La Pietà[27]
- Album de l'année - Classique / Orchestre et grand ensemble (ADISQ, Prix Félix 2009), pour Philip Glass : Portrait, Angèle Dubeau & La Pietà[28]
- Album de l'année - Classique / Orchestre et grand ensemble (ADISQ, Prix Félix 2010), pour Arvo Pärt : Portrait, Angèle Dubeau & La Pietà[29]